# Cavalier (North Dakota)
Cavalier ist eine Kleinstadt (mit dem Status „City“) und Verwaltungssitz  des Pembina County im US-amerikanischen Bundesstaat North Dakota. Das U.S. Census Bureau hat bei der Volkszählung 2020 eine Einwohnerzahl von 1.246 ermittelt.

## Geografie

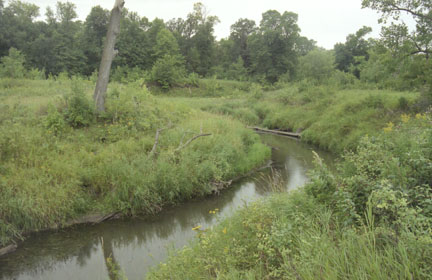
Icelandic State Park

Cavalier liegt im Nordosten North Dakotas am Tongue River, einem linken Nebenfluss des Red River of North, der die Grenze zu Minnesota bildet. Die geografischen Koordinaten von Cavalier sind 48°47′43″ nördlicher Breite und 97°37′24″ westlicher Länge. Das Stadtgebiet erstreckt sich über eine Fläche von 2,12 km².
Rund 7 km westlich der Stadt liegt beiderseits des Tongue River der Icelandic State Park.
Benachbarte Orte von Cavalier sind Neche (26,6 km nordnordöstlich), Bathgate (19,8 km nordöstlich), Hamilton (13,9 km östlich), St. Thomas (32,5 km südöstlich), Crystal (25,3 km südlich), Canton City (15,1 km südsüdwestlich) und Walhalla (35,6 km nordwestlich).
Die nächstgelegenen größeren Städte sind Winnipeg in der kanadischen Provinz Manitoba (150 km nordnordöstlich), Duluth in Minnesota am Oberen See (546 km ostsüdöstlich), Grand Forks (121 km südsüdöstlich), Fargo (245 km in der gleichen Richtung) und North Dakotas Hauptstadt Bismarck (451 km südwestlich).
Die Grenze zu Kanada befindet sich 27,5 km nördlich.

## Verkehr
30 km östlich von Cavalier verläuft in Nord-Süd-Richtung die Interstate 29, die die kürzeste Verbindung von Winnipeg nach Kansas City in Missouri bildet. Im Stadtgebiet von Cavalier treffen die North Dakota Highways 5 und 18 zusammen. Alle weiteren Straßen innerhalb des Stadtgebiets sind untergeordnete Landstraßen, teils unbefestigte Fahrwege sowie innerörtliche Verbindungsstraßen.
Durch Cavalier verläuft in Nordwest-Südost-Richtung eine Eisenbahnstrecke einer regionalen Bahngesellschaft.
Mit dem Cavalier Municipal Airport befindet sich an der südwestlichen Stadtgrenze ein kleiner Flugplatz. Die nächstgelegenen größeren Flughäfen sind der Grand Forks International Airport (121 km südsüdöstlich) und der Winnipeg James Armstrong Richardson International Airport (153 km nordnordöstlich).

## Bevölkerung
Nach der Volkszählung im Jahr 2010 lebten in Cavalier 1302 Menschen in 641 Haushalten. Die Bevölkerungsdichte betrug 614,2 Einwohner pro Quadratkilometer. In den 641 Haushalten lebten statistisch je 1,95 Personen.
Ethnisch betrachtet setzte sich die Bevölkerung zusammen aus 95,4 Prozent Weißen, 2,2 Prozent amerikanischen Ureinwohnern, 0,2 Prozent Asiaten, 0,2 Prozent Polynesiern sowie 0,2 Prozent aus anderen ethnischen Gruppen; 1,9 Prozent stammten von zwei oder mehr Ethnien ab. Unabhängig von der ethnischen Zugehörigkeit waren 2,7 Prozent der Bevölkerung spanischer oder lateinamerikanischer Abstammung.
18,5 Prozent der Bevölkerung waren unter 18 Jahre alt, 53,9 Prozent waren zwischen 18 und 64 und 27,6 Prozent waren 65 Jahre oder älter. 52,5 Prozent der Bevölkerung war weiblich.
Das mittlere jährliche Einkommen eines Haushalts lag bei 52.500 USD. Das Pro-Kopf-Einkommen betrug 26.259 USD. 5,2 Prozent der Einwohner lebten unterhalb der Armutsgrenze.

## Persönlichkeiten
- Brent Goulet (* 1964), Fußballtrainer und -spieler